# 北区立荒川小学校
北区立荒川小学校（きたくりつ あらかわしょうがっこう）は、東京都北区中十条に所在した公立小学校。

## 概要

### 所在地
- 東京都北区中十条3-1-6
- 最寄り駅
  - JR京浜東北線東十条駅南口より徒歩4分
  - JR埼京線十条駅より徒歩7分

## 沿革
- 1873年（明治6年）5月 - 開校。
- 1932年（昭和7年）10月 - 東京府東京市王子荒川尋常小学校と校名変更
- 1941年（昭和16年）4月 - 東京府東京市荒川国民学校と校名変更
- 1943年（昭和18年）4月 - 東京都荒川国民学校と校名変更
- 1947年（昭和22年）4月 - 東京都北区立荒川小学校と校名変更
- 2022年（令和4年）4月 - 北区立十条台小学校と統合により廃校。北区立十条小学校が開校[1]

## 校歌
1953年（昭和28年）7月に制定される。作詞者は呉茂一、作曲者は箕作秋吉。

## その他
- 1872年（明治5年）8月に明治政府が発布した「学制（日本で最初の近代学校制度）」により開校した最初の学校の１つ。
- 東京府庁より賜った「開校旗（当時の校旗）」が同校に現存。